# Secure Digital Music Initiative
Secure Digital Music Initiative (SDMI) est un consortium formé fin 1998, constitué de plus de 200 entreprises (dans les domaines de la technologie de l'information, sécurité informatique, et des compagnies de disques) destiné à mettre au point un système de sécurité afin de protéger la lecture, le stockage, et la distribution des œuvres de musique numériques, comme le MP3.